# Васильевка (Ишимбайский район)
Васи́льевка (чув. Йӗкенпуç, баш. Васильевка) — село в Ишимбайском районе Башкортостана, входит в состав Петровского сельсовета. Основано в 1796 году
Единственное чувашское поселение Ишимбайского района.

## Географическое положение
Расстояние до:
- районного центра (Ишимбай): 42 км,
- ближайшей ж/д станции (Стерлитамак): 40 км,
- регионального центра (Уфа):165 км.

## История
По преданиям, основано в начале XIX века переселенцами из деревни Камышлы Уфимского уезда.
Религия
Жители являются прихожанами построенного в 2010-х годах в селе храма Василия Блаженного Салаватской епархии.

## Инфраструктура
Средняя школа с преподаванием чувашского языка как предмета. Дом культуры, библиотека, работает национальный коллектив художественной самодеятельности.

## Население
По данным Всероссийской переписи населения 2002 года 97% населения села составляют чуваши.
| 2002 | 2009 | 2010 |
| ---- | ---- | ---- |
| 760  | ↗791 | ↘729 |

## Известные уроженцы
Виноградов, Юрий Михайлович (р. 1.1.1946, д. Васильевка Ишимбайского р-на Башкир. АССР) — языковед, кандидат филологических наук (1975), доцент. Заслуженный работник образования Чувашской Республики.